# Буда (Захарьевское сельское поселение)
Бу́да — деревня в Угранском районе Смоленской области России. Входит в состав Всходского сельского поселения. До 2017 года входила в состав Захарьевского сельского поселения.
Население — 1 житель (2007 год).
Расположена в восточной части области в 36 км к западу от села Угра, в 7 км к северу от реки Угры.

## История
Деревня возникла во второй половине XVII — начале XVIII веков.. Название произошло от слова Буда — в прошлом предприятие по производству поташа, расположенное в лесу.